# Morte di Seneca (David)
Morte di Seneca è un dipinto realizzato nel 1773 dall'artista francese Jacques-Louis David.

## Storia
Si tratta del terzo tentativo del pittore di ottenere il Prix de Rome e il suo terzo fallimento. David si trovò in competizione con un altro dipinto sullo stesso soggetto (la morte di Seneca), realizzato da Pierre Peyron, il quale vinse la borsa di studio. Più sobrio, più vicino all'"antico" e a Poussin, Peyron è allo stesso tempo sia il rivale di David, sia il promotore di un nuovo classicismo, dal quale sarà ispirato lo stesso David a partire dall'anno successivo per la realizzazione dell'Erasistrato alla scoperta della causa della malattia di Antioco.

## Descrizione
Questa grande opera "fragonardiana" è contemporaneamente barocca, elegante e pomposa. Più ricca di colori e di dettagli rispetto alla versione del suo rivale, David raffigura dei personaggi che gesticolano alla maniera dei personaggi di Boucher. La scena si svolge all’interno di un edificio scorciato prospetticamente. La luce proveniente da sinistra illumina i personaggi sulla destra mettendo in risalto la figura di Paolina.  Il corpo di Seneca è per metà illuminato e per metà in penombra. Seneca, su ordine di Nerone, si taglia le vene con ampi movimenti, gli stessi che caratterizzano gli altri personaggi della scena, i quali manifestano il loro sgomento. La scena assume una connotazione teatrale data proprio dell’enfasi dei movimenti dei soggetti raffigurati.